# Stadttheater Teheran

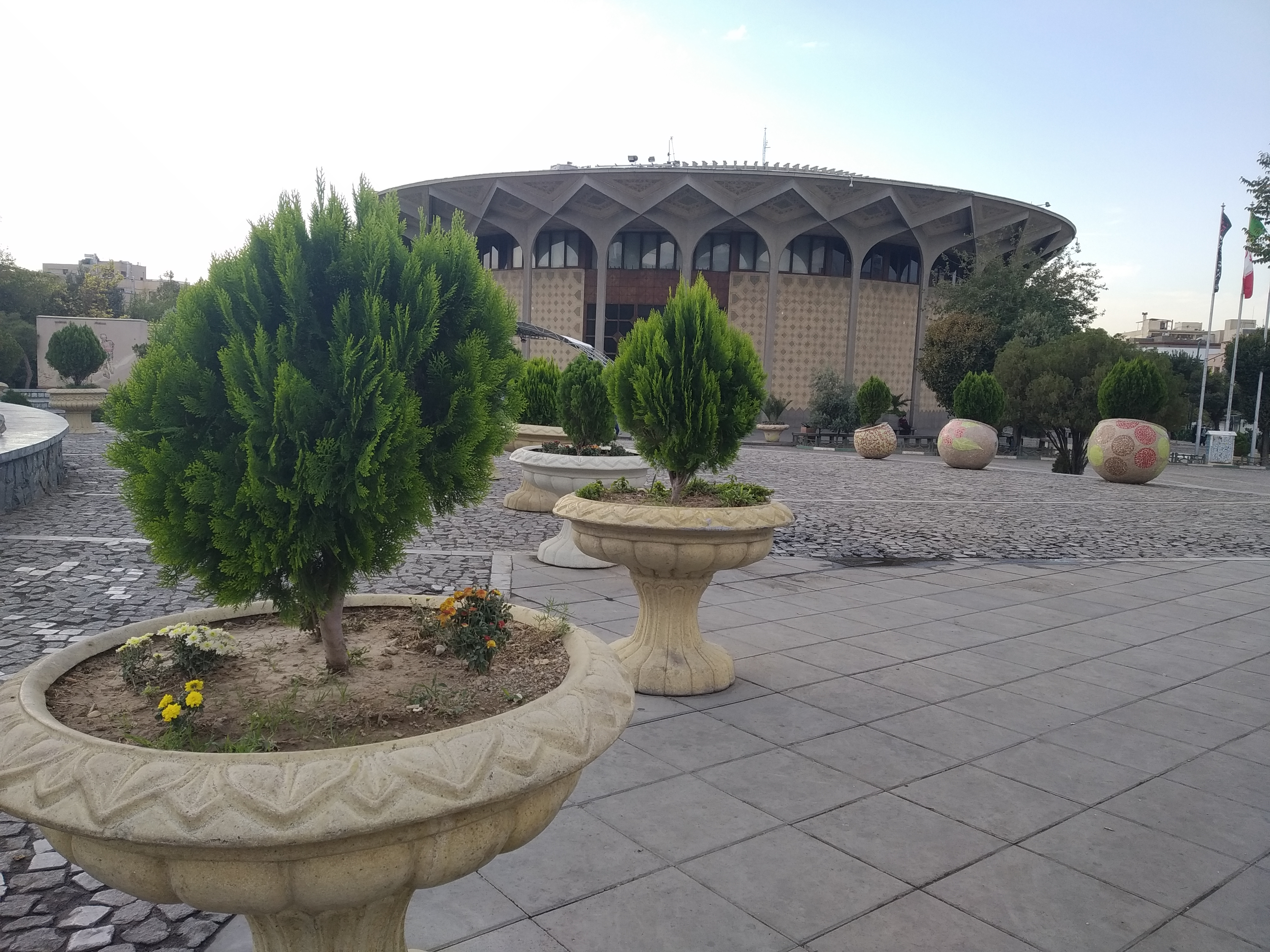
Stadttheater Teheran

Das Stadttheater Teheran (persisch تئاتر شهر) ist ein in der Mitte Teherans gelegenes Theater, dessen Bau 1967 (1347) von Schahbanu Farah Pahlavi in Auftrag gegeben wurde. Der mit dem Bau beauftragte Architekt Ali Sardar Afchami, einer der Architekten der Neuen Iranischen Schule, schuf ein Gebäude das sowohl griechische und römische Elemente, traditionelle persische Elemente, wie die Pfeiler von Persepolis, als auch moderne Element integrierte. Die Dachkonstruktion besteht aus einer Kuppel, die Stilelemente aus der Zeit der Ilchane aufgreift.
Das Gebäude ist als Rundbau angelegt, der den griechischen und römischen Theaterbauten nachempfunden ist. Der Innenraum besteht aus fünf Sälen. Der Hauptzuschauerraum hat 579 Plätze, ein kleinerer Saal (Charsu) fasst 120 Personen. Der Saal Talar-e Sayeh fasst 100 Personen, die beiden anderen Säle weniger als 100 Personen.
Das Theater wurde am 27. Januar 1973 (7. Bahman 1351 nach Iranischem  Kalender) mit dem Stück Der Kirschgarten von Anton Pawlowitsch Tschechow unter der Regie von Arie Avanesian im Beisein von Schah Mohammad Reza Pahlavi und Schahbanu Farah Pahlavi eröffnet.
Die Aufführungen wurden zunächst vom Büro des Schiras-Kunstfestivals und später vom Nationalen Iranischen Fernsehen (NITV) organisiert. Das Theater beherbergt das einzige professionelle Theater in Iran.
Das Gebäude ist in seinem Bestand gefährdet. Aufgrund von Bauarbeiten für einen religiösen Kulturkomplex auf der Südseite des Theaters hat das Gebäude einen Riss bekommen. Nach Angaben des Bürgermeisters von Teheran soll neben dem Theater eine Moschee gebaut werden. Auf der Nordseite sind Bauarbeiten für die Teheraner U-Bahn im Gang.